# Meczet w Kruszynianach
Meczet w Kruszynianach – drewniany meczet znajdujący się we wsi Kruszyniany, w województwie podlaskim. Jest najstarszym zachowanym meczetem tatarskim w Polsce, zbudowanym na planie prostokąta o wymiarach 10x13 m, uznanym za podlaskie dziedzictwo architektury drewnianej.

## Historia
Wieś Kruszyniany w XVII wieku została nadana przez króla Jana III Sobieskiego Tatarom, którzy wzięli udział w wojnie z Turkami stając po stronie Rzeczypospolitej Obojga Narodów. Społeczność tatarska po osiedleniu się zbudowała meczet, który po raz pierwszy wspomniany jest już w dokumentach z 1717. Obecny został zbudowany prawdopodobnie w drugiej połowie XVIII wieku lub w pierwszej połowie XIX wieku (dokładna data budowy nie jest znana), na miejscu dawniejszego meczetu. 
W 1846 budynek przeszedł remont, o której to dacie świadczy kamień znajdujący się w fundamencie obok wejścia dla kobiet. W sierpniu 2008 udało się pozyskać dotację z Ministerstwa Kultury i Dziedzictwa Narodowego na zainstalowanie systemu przeciwpożarowego.
Świątynia dostępna jest dla zwiedzających. 16 marca 2010 r. meczet w Kruszynianach zwiedził książę Karol.
Meczet w Kruszynianach jest wpisany na krajową listę zabytków Polski, a 22 października 2012 roku zarządzeniem Prezydenta RP Bronisława Komorowskiego został, wraz z meczetem w Bohonikach, uznany za pomnik historii „Bohoniki i Kruszyniany – meczety i mizary”, będący najwyższą formą ochrony konserwatorskiej.
W nocy z 28/29 czerwca 2014 r. meczet w Kruszynianach padł ofiarą aktu wandalizmu i profanacji. Nieznani sprawcy, używając farby w spreju, namalowali na zabytkowych ścianach świątyni symbole Polski Walczącej oraz rysunki świni, czyli zwierzęcia uważanego w islamie za nieczyste. W podobny sposób zbezczeszczono także nagrobki na pobliskim mizarze. Wydarzenie to wstrząsnęło lokalną, wielowyznaniową społecznością, która przystąpiła do remontu zdemolowanych obiektów. W maju 2015 r. białostocka prokuratura umorzyła śledztwo w tej sprawie.

## Galeria

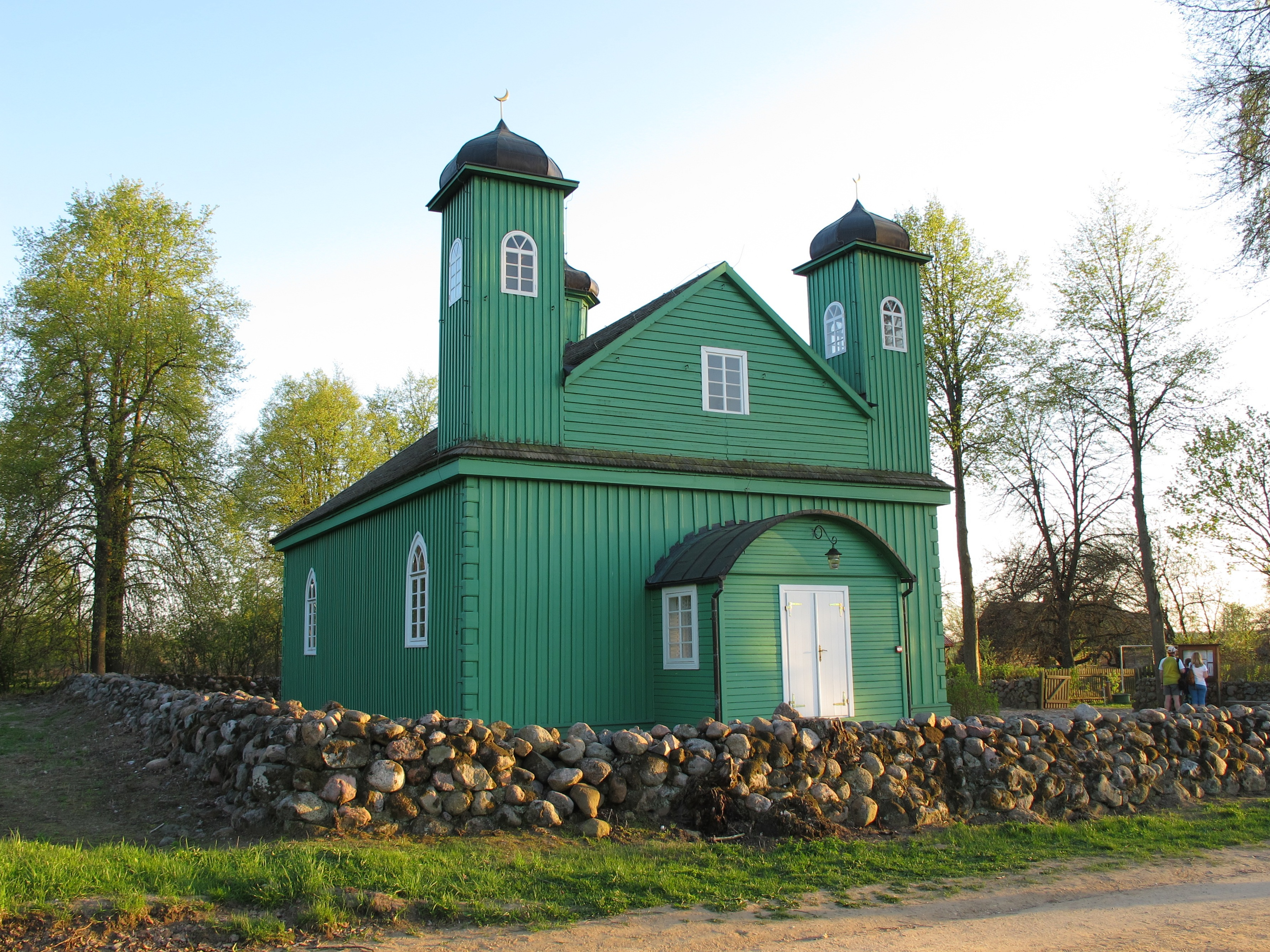
Meczet w Kruszynianach – od strony wejścia dla kobiet
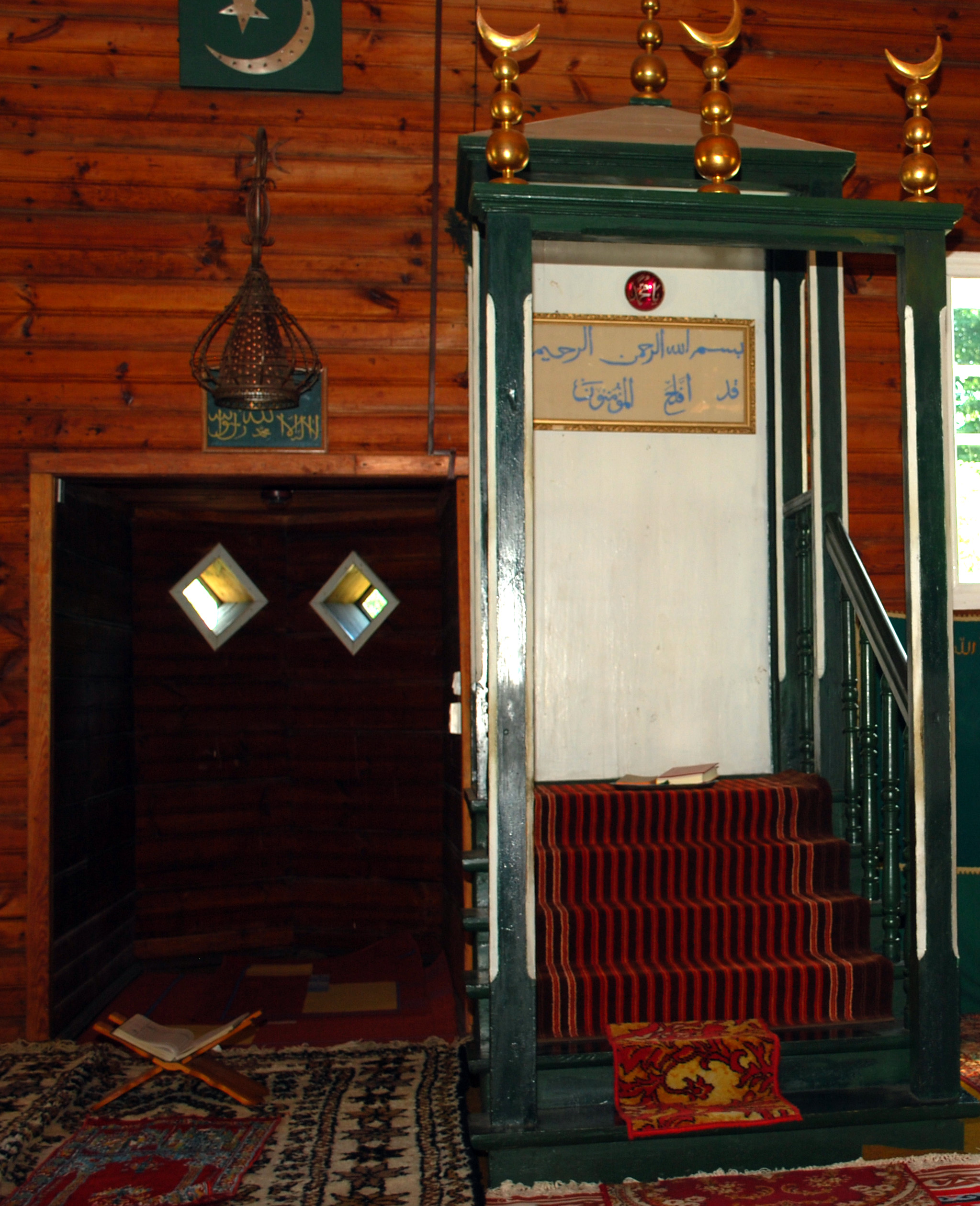
Wnętrze – widok na ścianę z mihrabem i stojącym po prawej stronie minbarem
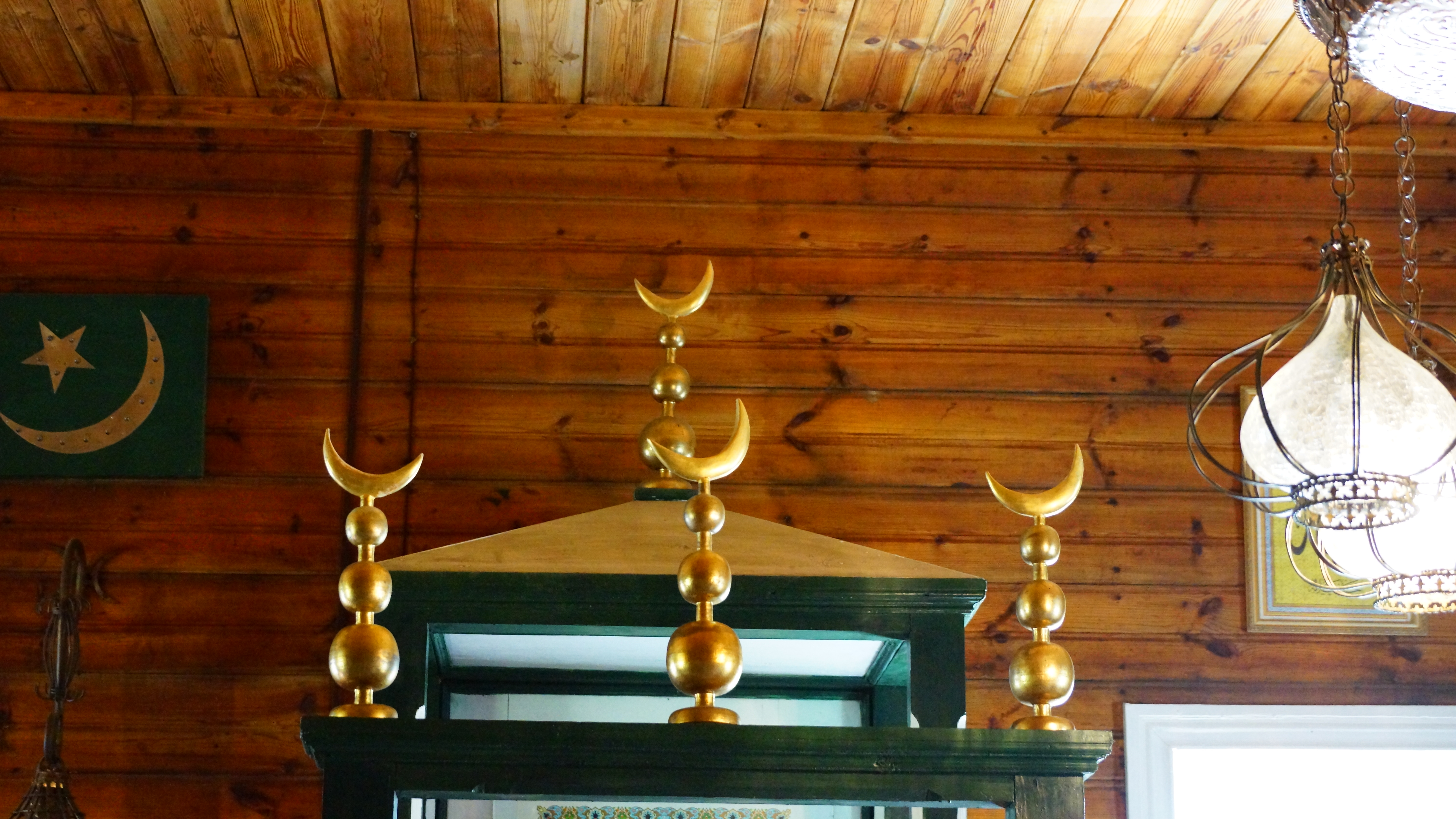
Wnętrze – zwieńczenie minbaru
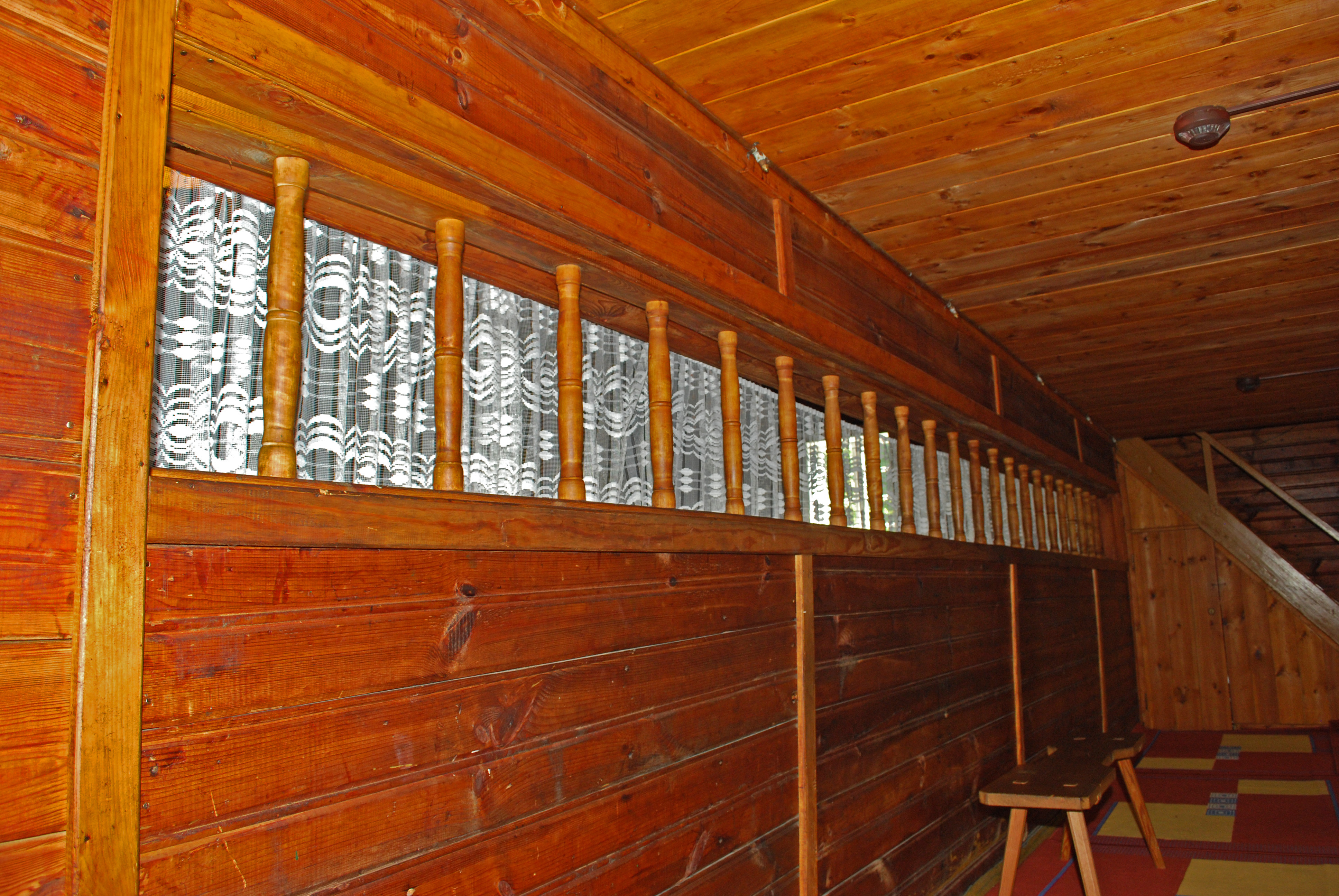
Wnętrze - widok na ścianę z “oknem“ oddzielącą babiniec

## Architektura
Swoim kształtem budynek nawiązuje do okolicznych drewnianych kościołów z dwiema wieżami. Zbudowany jest na planie prostokąta o wymiarach 10x13 m. Ma konstrukcję zrębową. Z zewnątrz i wewnątrz pokryty jest drewnianą boazerią pomalowaną na ciemnozielony kolor (zieleń to kolor islamu). Od strony północnej budynek zdobią dwie wieże pokryte również drewnem. Na kalenicy dachu stoi trzecia (nieco mniejsza od pozostałych) wieżyczka bez okien. Przesunięta jest nieco w kierunku mihrabu. Dachy obu wież i wieżyczki mają kształt przypłaszczonego hełmu zwieńczonego półksiężycem na szczycie. Dach głównej części budynku pokryty jest gontem.
Wnętrze podzielone na dwie części: dla kobiet (babiniec) i mężczyzn (sala modlitewna). Wejście dla kobiet umiejscowione jest na głównej osi budynku. Zwieńczone jest trójkątnym tympanonem, po którego bokach wznoszą się dwie wieże. Wejście dla mężczyzn znajduje się w bocznej ścianie. Pomieszczenie dla kobiet jest znacznie mniejsze od sali modlitewnej i oddziela je od części męskiej drewniane przepierzenie, w którym na wysokości około 1 m wykonano podłużną wycięcie, zasłonięte białą, przejrzystą tkaniną. W czołowej ścianie sali modłów, ukierunkowanej na południowy wschód, znajduje się mała wnęka – mihrab, w której przechowuje się święte księgi.
Wnętrze udekorowane jest dywanami, a ściany muhirami – kaligraficznymi zapisami cytatów z Koranu.

## Modlitwy
Do śmierci ostatniego kruszyniańskiego imama Aleksandra Bajraszewskiego regularnie odbywały się piątkowe nabożeństwa. Obecnie chutby głoszone są wyłącznie w wielkie święta dniach odwiedzin białostockiego imama.
Właściwa modlitwa ma miejsce w części męskiej. Wierni stoją w rzędach z twarzami skierowanymi w stronę Mekki (na południe od Kruszynian). Stronę tę wskazuje mihrab (nisza w ścianie). Na prawo od niszy znajduje się minbar (rodzaj kazalnicy), z którego imam wygłasza kazanie. Podczas modlitwy wierni wykonują odpowiednie ruchy rąk i ciała w myśl rytuału zwanego salat. Modlitwy odbywają się w języku arabskim.

## Filatelistyka
Poczta Polska wyemitowała 28 kwietnia 2022 r. znaczek pocztowy upamiętniający kruszyniański meczet, o nominale 3,60 zł, w serii Piękno Polski. Wydrukowano 90 000 sztuk, techniką offsetową, na papierze fluorescencyjnym. Autorem projektu znaczka był Jarosław Ochendzan.